# Weicheltmühle

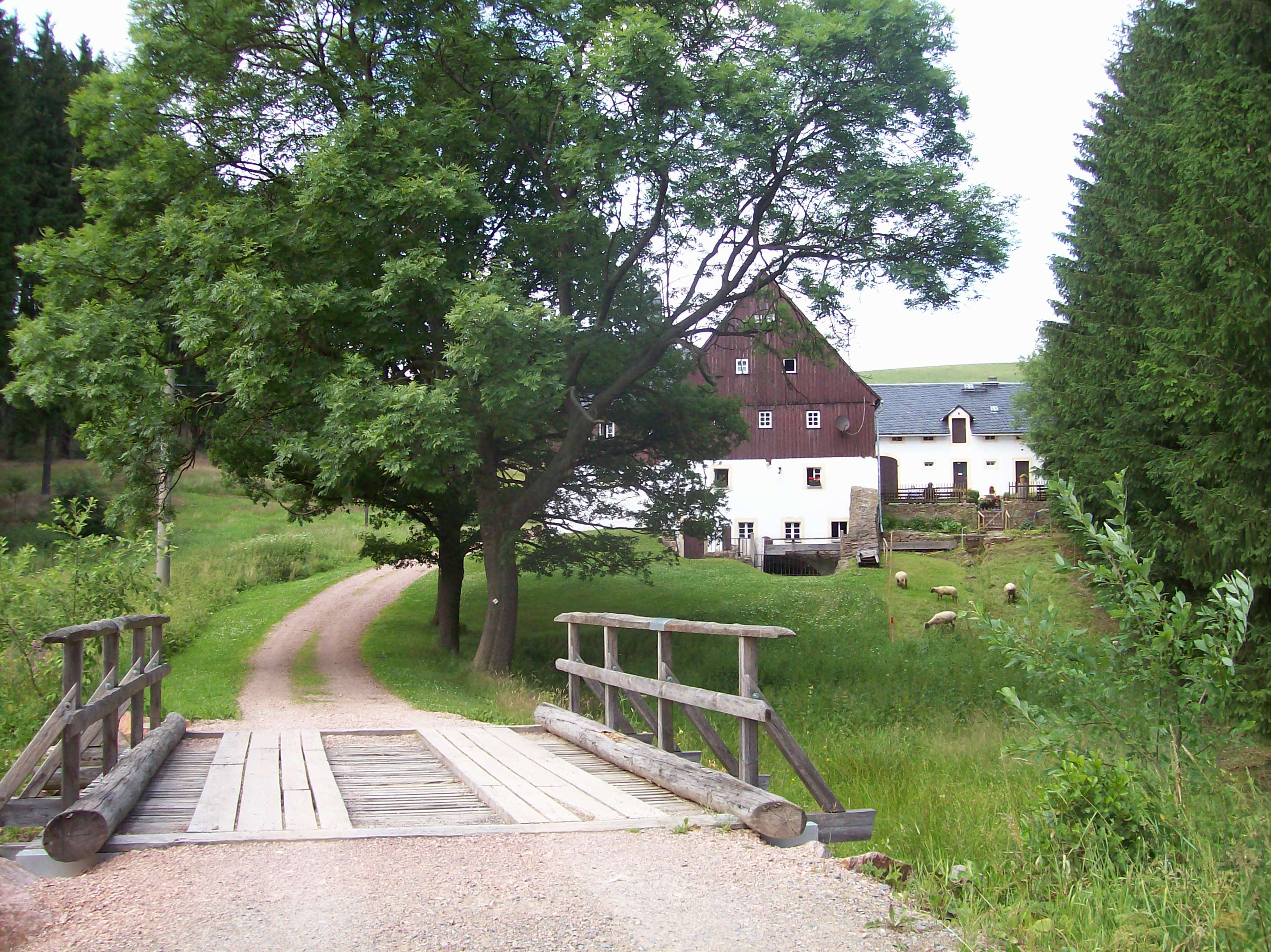
Weicheltmühle Reichenau im Gimmlitztal, Blick vom Schlüsselweg

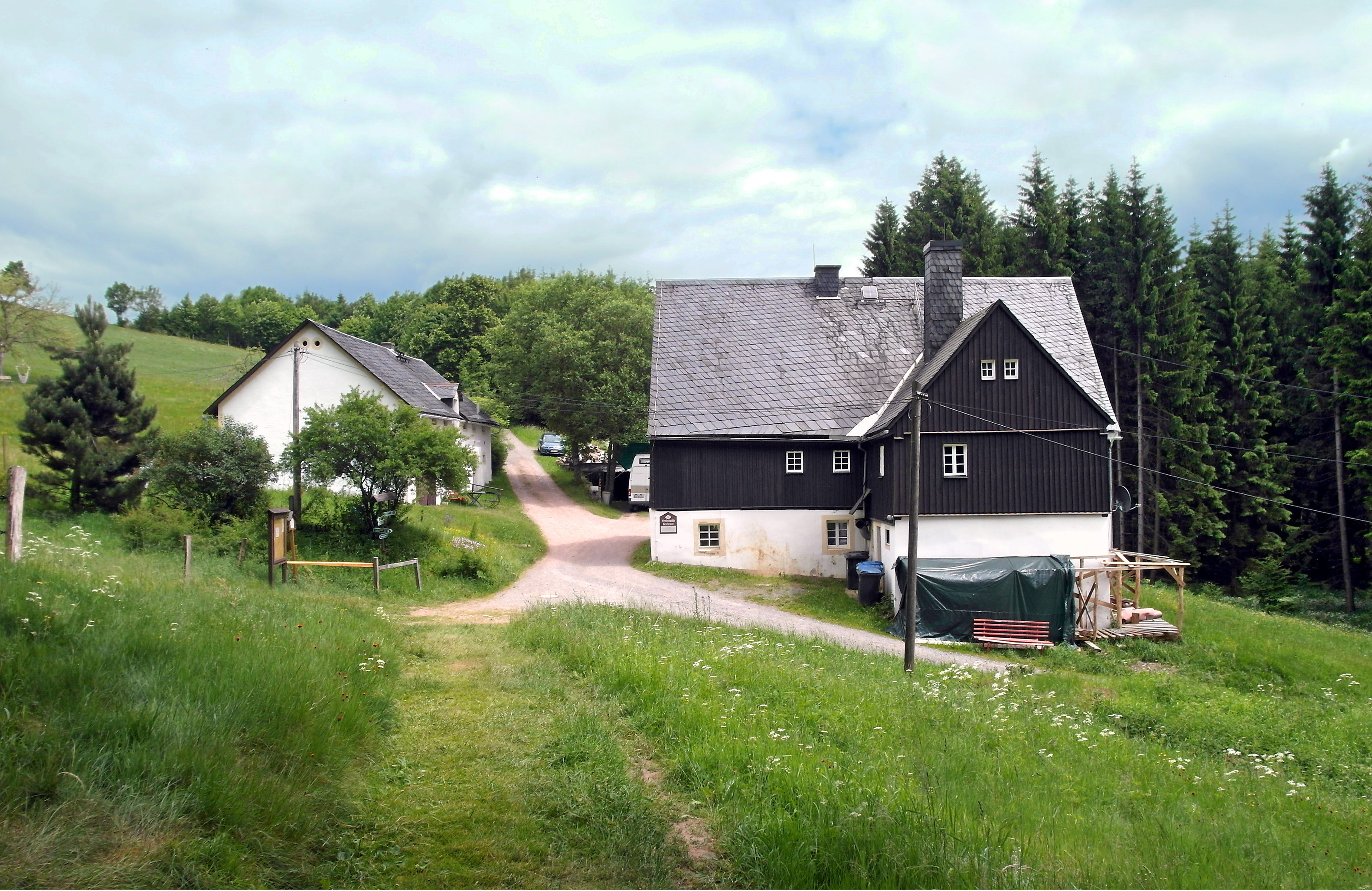
Weicheltmühle von Westen

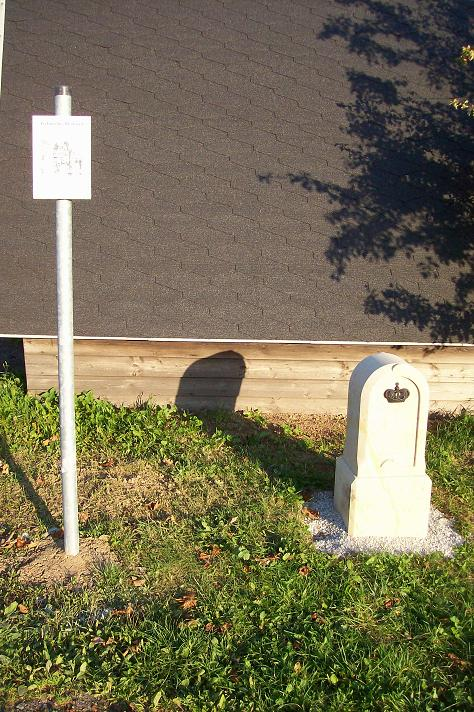
Halbmeilenstein vom Postkurs Alte Freiberg-Teplitzer Poststraße am Parkplatz oberhalb der Weicheltmühle

Die Weicheltmühle im Gimmlitztal im sächsischen Osterzgebirge ist Technisches Denkmal. Sie wurde 1807 vom Reichenauer Bauern Friedrich Gotthelf Weichelt im Gimmlitztal erbaut. Ein Mahlgang und ein Backofen waren neben drei Hektar Land die wirtschaftliche Grundlage für kommende Generationen.

## Geschichte
Die vom Amtshauptmann in Frauenstein bereits vor dem Mühlenbau versprochene „Conzession zum Umtrieb der Mühle“ und zum Verkauf von Weißbackwaren auf dem Frauensteiner Markt wird 1811 endgültig erteilt. Von 1846 bis 1890 bewirtschaftet Friedrich Christian Weichelt die Mühle. Er lässt Nebengebäude, wahrscheinlich auch Scheune und die niedere Weicheltmühle, errichten. Der Sohn Christians, Friedrich Gotthelf Weichelt, sollte die Mühle übernehmen, starb aber 36-jährig. Ehrgott Schröter erwirbt 1898 die Mühle, er lässt das Mahlwerk entfernen und sie in eine Ölmühle mit Stampfwerk umrüsten.
Durch den Tod Schröters wurde der Umbau nicht weitergeführt. 1901 kehrt die Mühle in den Besitz der Weicheltfamilie durch die Heirat Heinrich Weichelts mit der neun Jahre älteren Tochter Schröters zurück. Von nun an wird das Futterstampfen Haupteinsatzwerk der Mühle. Ein Walzenstuhl lässt die Getreideverarbeitung rationeller werden. Konrad Weichelt, ein Nutz- und Brennholzhändler, wird 1928 Besitzer der Mühle. Sein Vater bewirtschaftet sie bis 1954. Erst im Alter von 72 Jahren gibt Konrad das Gewerbe auf. Er sorgt dafür, dass die Mühle 1977 unter Denkmalschutz gestellt wird. 1958 übernimmt sein Sohn Heinz Weichelt die Mühle und übergibt sie 1979 in das Eigentum der Gemeinde Reichenau. 1981–83 wird die Mühle umgebaut zu Museum, Gaststätte und Herberge. 1990 übernehmen Ingrid und Jürgen Bretschneider die Bewirtschaftung, zuerst angestellt von der Gemeinde, dann als Pächter, ab 1999 als Eigentümer. 2016 kaufen Stefanie und Mathias Werner die Weicheltmühle und führen die Gaststätte und Herberge noch ein Jahr weiter, beenden aber den Betrieb wegen Unrentabilität 2017. Seitdem wird das Anwesen privat genutzt. Stefanie Werner betreibt hier eine Töpferei für Gebrauchskeramik.
2011 wurde eine Kopie des königlich-sächsischen Halbmeilensteines vom Postkurs Alte Freiberg-Teplitzer Poststraße am Parkplatz der Weicheltmühle aufgestellt und das stark verwitterte Original vom Sandberg im Gemeindeamt Reichenau eingelagert.